# Cracauer Tor
Das Cracauer Tor war ein Teil der Stadtbefestigung der Stadt Magdeburg und gehörte zu den Anlagen der Festung Magdeburg.

## Lage
Das Tor stellte den zunächst einzigen landseitigen Zugang zur Turmschanze, den östlich der Elbe gelegenen Brückenkopf der Stadt, dar. Um in die Altstadt zu gelangen, musste der Verkehr von dort aus zunächst über einen Elbarm, dann entlang der Zitadelle Magdeburg, dann über einen weiteren Elbarm und schließlich durch das Alte oder später Neue Brücktor. Das Tor befand sich im Bereich der heutigen Straßen Am Cracauer Tor/Cracauer Straße. 

## Geschichte
Das Tor entstand 1731. Von hier führte die einzige von Magdeburg und dem dortigen Elbübergang nach Osten verlaufende Straße zunächst in das nahegelegene Dorf Cracau, woraus sich der Name ergab. Der Verkehrsweg lief dann weiter über den durch das Elbvorland über viele kleine Brücken führenden Klusdamm. Diese wichtige Verkehrsfunktion verlor das Tor, als um 1820 die Chaussee von Magdeburg nach Berlin, die Berliner Chaussee, und das dafür neu geschaffene Charlottentor angelegt wurden. Der bisherige Weg nach Osten durch das Cracauer Tor hatte dann nur noch regionale Bedeutung.
Es war für die Fahrbahnen als einfache Wallpassage gestaltet. Die Passage war im Verhältnis zum Charlottentor sehr schmal angelegt. Die Torpfeiler waren gemauert und mit Werkstein abgedeckt. An den Pfeilern befanden sich Flügeltore aus Stahl. Auf der Feldseite war zum Schutz des Tores ein Blockhaus errichtet. Vor dem Tor befand sich eine Zugbrücke über den Wallgraben. 
Etwa 1870 wurde die Wegführung geändert. Das Cracauer Tor wurde abgerissen und in etwas veränderter Lage neu errichtet. In militärische Auseinandersetzungen war keines der Bauwerke verwickelt.
Aufgrund der sich stark verändernden Waffentechnik verlor die Festung Ende des 19. Jahrhunderts stark an Bedeutung. Nach 1900 wurde das Tor abgerissen.
An die Existenz des Tores erinnert noch heute die Benennung einer dort befindlichen Straße als Am Cracauer Tor.